# 托塔拉多
托塔拉多（Totaladoh），是印度马哈拉施特拉邦那格浦尔县的一个城镇。总人口2336（2001年）。

## 人口
该地2001年总人口2336人，其中男性1188人，女性1148人；0—6岁人口281人，其中男142人，女139人；识字率65.15%，其中男性为73.57%，女性为56.45%。